# Metricool
Metricool es una herramienta de gestión de redes sociales y publicidad en línea web y móvil (iPad, iPhone, iPod Touch, BlackBerry y Android) se usa para gestionar redes sociales y anuncios en línea por particulares, agencias o freelance, creada por Juan Pablo Tejela y Laura Montells en 2014. Tiene su sede en España y cuenta con más de 2.000.000 usuarios en 120 países.

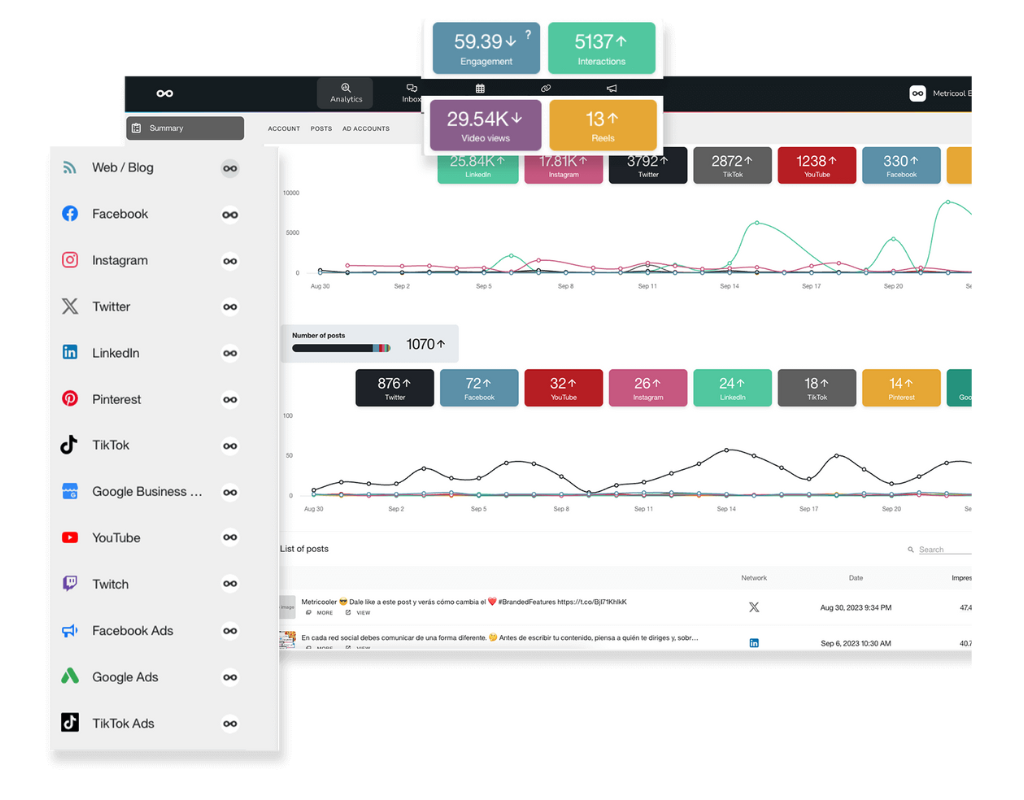
Informe de redes sociales de Metricool

Metricool permite utilizar y gestionar las siguientes redes sociales a través de su plataforma: Facebook, X, LinkedIn, Pinterest, Google Maps, Instagram, TikTok y Google Ads. Metricool es partner oficial de Google. Sus funcionalidades más destacadas son las métricas de evolución, planificación en redes sociales, informe autómaticos de rendimiento y la posibilidad de crear campañas de publicidad desde la propia plataforma.

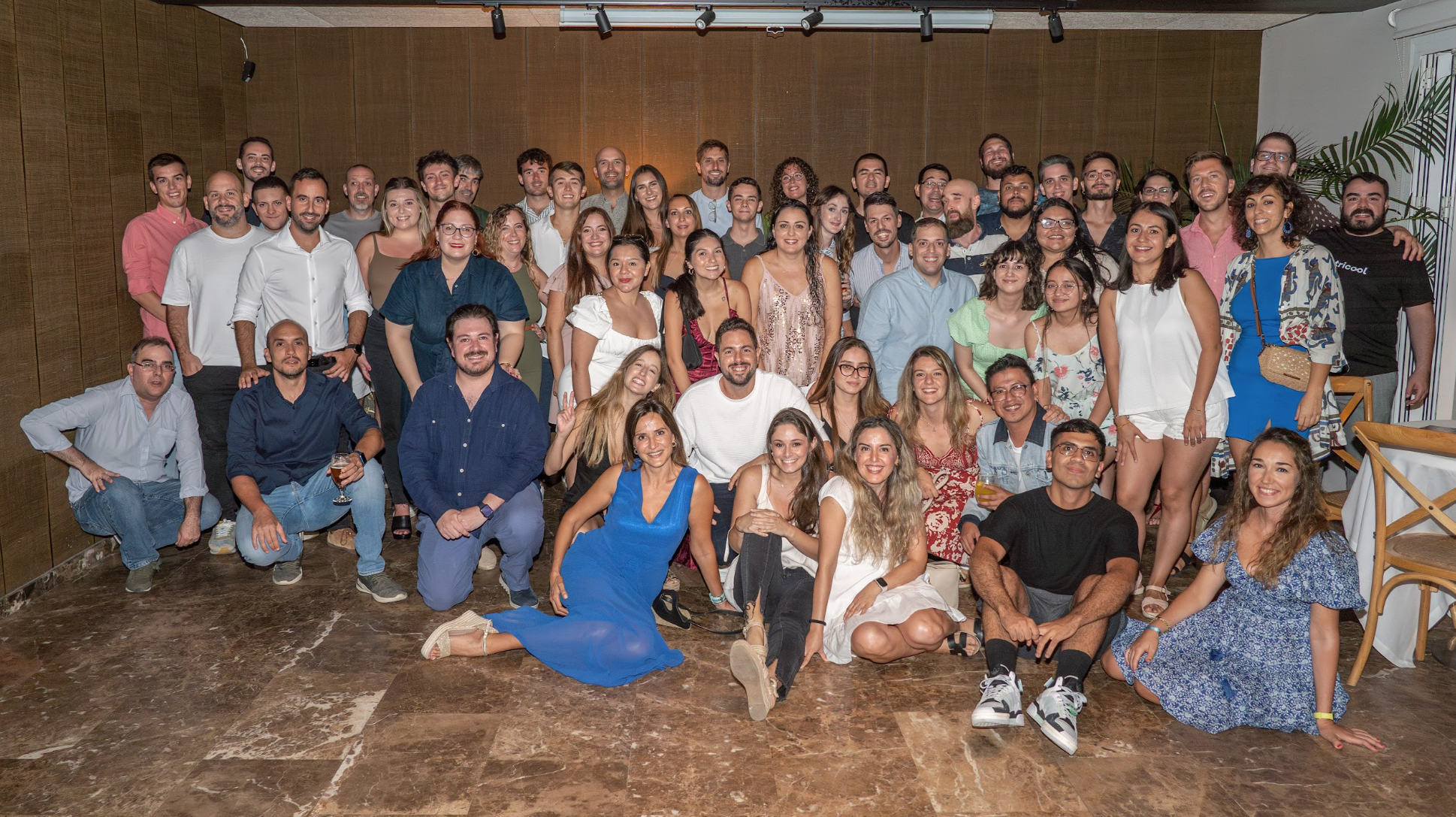
Equipo de Metricool

## Historia
La idea de Metricool surgió de la frustración por la falta de soluciones al problema de Juan Pablo y Laura. No había empresas de análisis web que atendieran los blogs. Juan Pablo y Laura decidieron usar sus conocimientos de programación para desarrollar una solución llamada Bloggerespacio en 2014. Tiene su sede en España y cuenta con más de 2.000.000 usuarios en 120 países. Este sitio web estaba dedicado a brindar a los blogueros las métricas y el análisis de sus lectores, y sus publicaciones en relación con las redes sociales.
Inicialmente, la herramienta se hizo gratuita, pero había una aparente necesidad de más análisis de las redes sociales, por lo que decidieron lanzar una versión prémium. Esta versión fue bien recibida, y les dio la idea de expandir su herramienta para incorporar todas las redes sociales en lugar de simplemente blogs.
Esta acción es lo que llevó a la concepción de Metricool.  Metricool se convirtió en una plataforma de gestión de redes sociales y publicidad en línea que lanzó oficialmente en enero de 2015 y desde entonces no ha parado de crecer en 120 países.

## Funcionalidades
Metricool es una plataforma que funciona como centro único de operaciones, con la que poder gestionar las principales redes sociales y anuncios en línea de una marca o empresa. Cuenta con estas funcionalidades principales:
- Analítica de redes sociales: Ayuda a los usuarios a gestionar y entender de manera eficiente su actividad en las principales redes sociales. Permite tener todas sus métricas en un solo lugar, facilitando la organización y el análisis rápido de datos.
- Competencia: Permite 'espiar' la estrategia en redes sociales y los resultados reales de las cuentas que consideras competencia directa, para así tomar decisiones en cuanto a la estrategia social media a seguir.
- Informes:  Genera informes de redes sociales instantáneos, personalizados y fáciles de entender para compartir resultados con tus clientes o equipo de trabajo.
- Conector de Looker Studio: Datos ordenados por marcas y redes sociales que puedes cruzarlos con otras fuentes de datos y obtener una visión completa de tu presencia en línea.
- Hashtag Tracker: Mide el impacto de los hashtags y palabras clave en redes sociales y conoce cómo se comporta tu audiencia.
- Planificador: Te permite planificar y programar las publicaciones de las principales redes sociales, sabiendo cuál es la mejor hora para publicar en cada una de ellas.
- Sistema de aprobación: Permite que tus clientes aprueben el plan de contenidos antes de publicarlo de forma automática desde Metricool.
- Smartlink: Convierte el 'link in bio' en un enlace único que conduce a tu comunidad a una landing page que contiene todos los enlaces que tú elijas y personalices.
- Asistente de Inteligencia Artificial: Introduce las instrucciones del tipo de texto que quieres acompañar a tus publicaciones en redes sociales y Metricool te ofrece opciones generadas por IA.
- Extensión para Google Chrome:  Facilita la programación de contenidos en redes sociales con un clic mientras navegas.
- Inbox: Ofrece una bandeja de entrada de los mensajes privados que recibes en las redes sociales que conectes a Metricool. Puedes responder y gestionar tus mensajes sin salir de la herramienta.
- Gestión de anuncios: Puedes gestionar, optimizar y conseguir mejores resultados con tus anuncios y campañas de Google Ads y Facebook Ads.

## Premios
Metricool ha ganado el premio Product Hackers Awards 2020 como mejor producto digital de 2019.

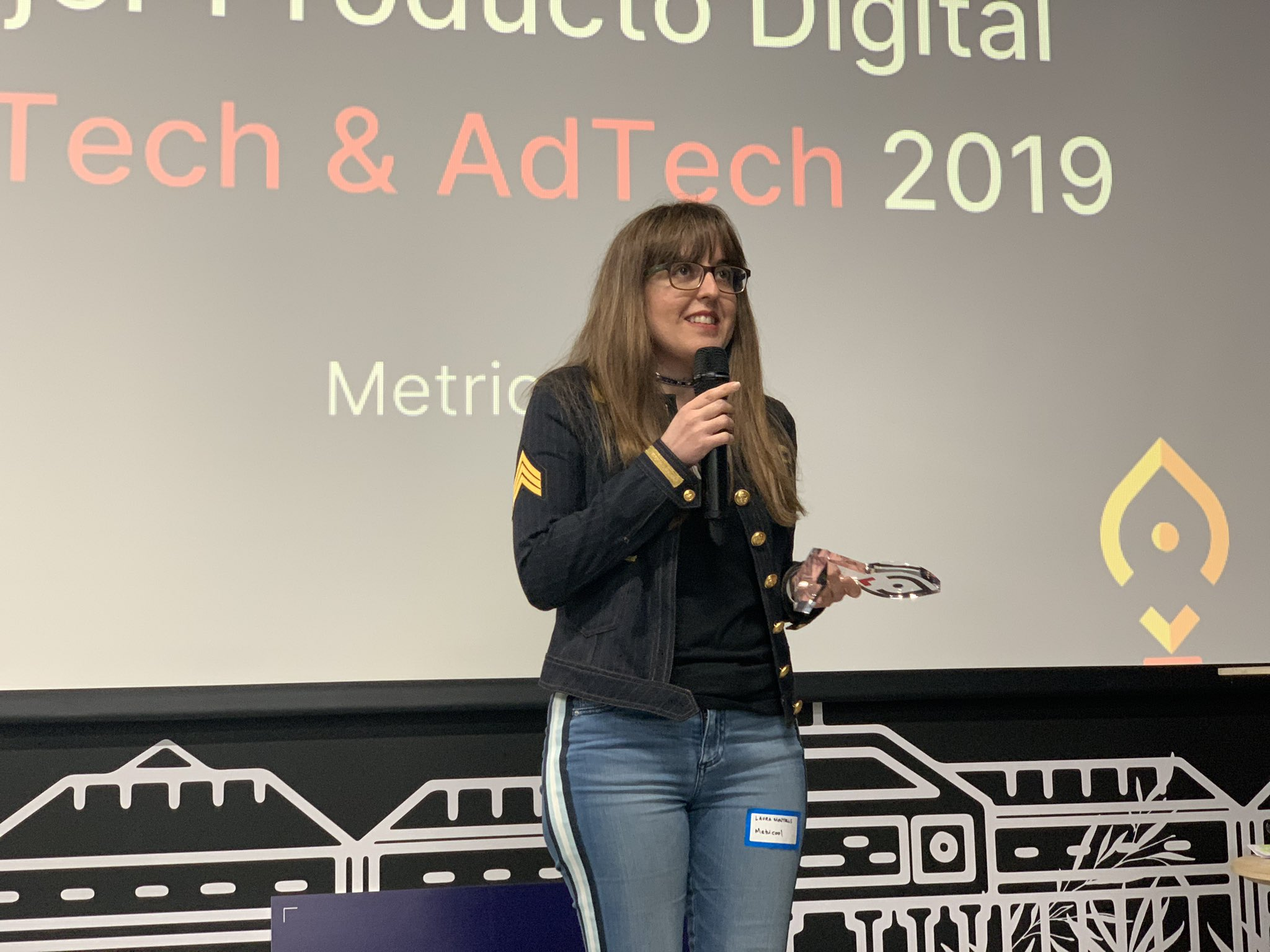
Premio Product Hackers Awards 2020 como mejor producto digital de 2019

## Clientes
Desde 2014, la cantidad de usuarios registrados en Metricool ha ido creciendo de forma exponencial hasta llegar a los 2 millones de usuarios en abril de 2024. Estas cifras incluyen no solo a particulares, freelancers o agencias de Marketing, sino también a empresas internacionales de todos los sectores y conocidas por todos, tales como Starbucks, Movistar, Aliexpress, Forbes, Parfois, Cirque du Soleil, Sony Music, Peugeot, FC Barcelona, McDonald’s e incluso organizaciones no gubernamentales como Unicef.

## Estudios
Metricool destaca también por sus estudios anuales sobre cómo los profesionales, creadores de contenido y cuentas de marca usan las redes sociales, con información relevante para marketers, agencias y social media managers.
Estos son algunos de los últimos estudios realizados por Metricool:
- Estudio Redes Sociales 2024: La muestra de este estudio se basa en el análisis de 10.766.228 de vídeos de YouTube, 1.122.168 de vídeos de TikTok, 15.365.252 de publicaciones de Instagram, 6.653.234 publicaciones de Facebook, 30.655 vídeos de Twitch, 207.493 de posts en Google Business Profile, 465.088 publicaciones en LinkedIn, 332.393 posts de Pinterest y 2.063.610 de posts en X.

- Estudio Facebook Ads 2024: La muestra de este estudio se basa en el análisis de 211.929 campañas, en las que se han invertido un total de 34.192.542,045 $, durante 60 días, entre el 1 de enero y el 29 de febrero de 2024.
- Estudio Microvideos 2024: La muestra de este estudio se basa en el análisis de 47.648 canales de YouTube, 61.616 cuentas de TikTok, 232.385 cuentas de empresa de Instagram y 143.143 páginas fan de Facebook.
- Estudio Instagram 2023: Estudio basado en el análisis de 316.394 cuentas de Instagram profesionales, 2.518.408 posts, 9.419.426 stories y 1.068.716 Reels.
- Estudio TikTok 2023: Estudio basado en un total de 3.422.461 vídeos de 85.261 cuentas [personal y business] durante un periodo de 180 días.

Además Metricool, como herramienta especializada en analítica de redes sociales, también crea y actualiza frecuentemente estudios y rankings relacionados con el uso de hashtags en algunas de estas plataformas:
- Estudio de hashtags más populares en Instagram: Estudio realizado sobre una muestra de 28M hashtags sobre 14 temáticas (mascotas, arte, belleza, fitness, comida, fotografía, humor, Instagram, lifestyle, moda, naturaleza, viajes y música).
- Estudio de hashtags más virales en TikTok: Recopilación de hashtags de TikTok medidos por número de visualizaciones.

## Partnerships
Metricool es partner con otras aplicaciones y compañías. Destaca su acuerdo como partner oficial de Google. También es partner de WordPress, Facebook, X, LinkedIn, IFTTT, iOS, Android (operating system).